# Annarosa Garatti
Annarosa Garatti (Roma, 19 luglio 1933 – Roma, 29 maggio 2024) è stata un'attrice e doppiatrice italiana.

## Biografia
Annarosa Garatti nacque a Roma il 19 luglio 1933, sorella minore della dialoghista Giovanna Garatti (nata nel 1930). Attiva nel teatro e nel cinema a partire dalla fine degli anni cinquanta, fu una delle più preparate caratteriste della sua generazione. Apparve in pochissimi film (tra i quali Il medico della mutua di Luigi Zampa), lasciando maggiore spazio ad una intensa attività come doppiatrice. Per la televisione recitò nello sceneggiato Il giornalino di Gian Burrasca diretto da Lina Wertmüller.
Nel terzo millennio limitò fortemente i suoi impegni, lavorando soprattutto per il teatro.
Annarosa Garatti morì a Roma il 29 maggio 2024 all'età di 90 anni.

## Vita privata
Si sposò con l'attore Emilio Marchesini, da cui ebbe una figlia, Antonella, nata nel 1968. 

## Prosa radiofonica Rai
- Diario di un curato di campagna di Georges Bernanos, regia di Corrado Pavolini, trasmessa il 21 ottobre 1958.
- L'altro io di Friedrich Dürrenmatt, regia di Pietro Masserano Taricco, trasmessa il 9 settembre 1963.
- L'agnello di François Mauriac, regia di Pietro Masserano Taricco, trasmessa nel 1972.

## Filmografia

### Cinema
- Ore 10: lezione di canto, regia di Marino Girolami (1955)
- Boccaccio '70, regia di Mario Monicelli, Federico Fellini, Luchino Visconti, Vittorio De Sica (1963)
- Appuntamento in Riviera, regia di Mario Mattoli (1962)
- Il medico della mutua, regia di Luigi Zampa (1968)
- Trastevere, regia di Fausto Tozzi (1971)
- Come fu che Masuccio Salernitano, fuggendo con le brache in mano, riuscì a conservarlo sano, regia di Silvio Amadio (1972)
- Saremo film, regia di Ludovica Marineo (2006)

### Televisione
- Il giornalino di Gian Burrasca, regia di Lina Wertmüller - miniserie TV, 2 puntate (1965)
- Il triangolo rosso, regia di Piero Nelli - serie TV, 1 puntata (1967)

## Doppiaggio

### Cinema
- Véronique Vendell in Vedo nudo
- Milena Vukotic in Giulietta degli spiriti
- Marion Ramsey in Scuola di polizia
- Kristie Transeau in Paulie - Il pappagallo che parlava troppo
- Margaret Rose Keil in Le prigioniere dell'isola del diavolo

### Televisione
- Ada Carrasco in Amalia Batista
- Liliana Bernard in Andrea Celeste
- Stella Inda in Principessa
- María Teresa Rivas in Anche i ricchi piangono
- Lauren Tewes in Love Boat
- Charlotte Stewart in La casa nella prateria
- Irene Ryan in The Beverly Hillbillies
- Yvonne Craig in Batman
- Madoka Sugi in Megaloman

### Animazione
- Piperita Patty in Non c'è tempo per l'amore, Charlie Brown!, È il Giorno del ringraziamento Charlie Brown, È un mistero, Charlie Brown!, Aspettando il cane di Pasqua, Sei un campione, Charlie Brown!
- Schroeder in Sei stato eletto, Charlie Brown!, Aspettando il cane di Pasqua, È il giorno di San Valentino, Charlie Brown!
- Goku in The Monkey
- Nina e Kinoppi in Il fantastico mondo di Paul
- Ippo e Michico in La maga Chappy
- Sakura in Falco il super bolide
- Teppei in Io sono Teppei
- Ikue Sunahara in L'invincibile robot Trider G7